# Iedera
Iedera est une commune du județ de Dâmbovița en Roumanie.